# Solarni članak
Solarni članak (zvan i fotonaponski članak) je poluvodički uređaj koji pretvara sunčevu energiju izravno u električnu pomoću fotoelektričnog efekta. Grupe članaka tvore solarne module, poznate i kao solarni paneli/solarne ploče ili fotonaponska ploča. Energija proizvedena solarnim modulima primjer je solarne energije.
Članci se označavaju kao fotonaponski članci kada izvor svjetlosti nije nužno sunčeva svjetlost. One se primjenjuju za detekciju svjetlosti ili drugih oblika elektromagnetskog zračenja blizu vidljivog spektra, na primjer detektori infracrvenog svjetla, ili mjerenje intenziteta svjetlosti.

## Povijest solarnih članaka
Pojam "fotonaponsko" ("photovoltaic") dolazi od Grčke riječi φῶς (phōs) što znači "svjetlost", i "volt", što znači električno, od imena talijanskog fizičara Volta, po kojemu je jedinica elektromotorne sile, volt, dobila ime. Pojam "fotonaponsko" ("photo-voltaic") je u engleskom jeziku u upotrebi od 1849.
Fotoelektrični efekt je 1839. otkrio francuski fizičar A. E. Becquerel, no tek je 1883. izrađena prvi solarni članak. Izradio ga je Charles Fritts, tako što je prekrio poluvodič selen izrazito tankim slojem zlata da stvori spojnice. Efikasnost uređaja bila je samo oko 1%. 1888. ruski fizičar Aleksandr Stoletov izradio je prvi fotoelektrični članak utemeljen na vanjskom fotoelektričnom efektu koji je otkrio Heinrich Hertz 1887.g. Albert Einstein je 1905. objasnio fotoelektrični efekt zbog čega je dobio i Nobelovu nagradu iz fizike 1921.g. Russell Ohl je 1946. patentirao moderni poluvodički solarni članak, koji je otkriven tijekom rada na unapređenjima u izradi tranzistora.

### Bell proizvodi prvi praktični članak
Prvi moderni fotonaponski članak proizveden je 1954. u Bell laboratoriju. Visokoučinkoviti solarni članak prvi su proizveli Daryl Chapin, Calvin Souther Fuller i Gerald Pearson 1954.  upotrijebivši p-n spoj difundiranog silicija. Članci su se isprva radili za igračke i ostale sitne potrebe, jer je cijena struje koju su proizvodili bila vrlo visoka – u relativnim pojmovima, članak koji je proizvodio 1 W električne snage po žarkom suncu koštao je $250, u usporedbi s $2-$3 za elektranu na ugljen.
Solarni članci spašeni su od zaborava prijedlogom da ih se ugradi u satelit Vanguard 1. Prema originalnim planovima, satelit bi se napajao samo baterijama i trajao kratko vrijeme dok se ne istroše. Dodavši članke izvana na trup, vrijeme misije se moglo produljiti bez većih preinaka na svemirskoj letjelici ili njenim sustavima napajanja. Isprve je postojao skepticizam, ali solarni članci su se u praksi pokazali velikim uspjehom, i ubrzo su ih dodali na mnoge nove satelite, posebice Bell-ov vlastiti Telstar.
U iduća dva desetljeća napredak je bio spor, jedina raširena upotreba bila je u svemirskim primjenama, gdje je njihov odnos snage prema masi bio veći od bilo koje konkurentske tehnologije. Međutim taj je uspjeh ujedno bio i razlog sporom napretku; "svemirski" korisnici bili su spremni platiti bilo koju cijenu za najbolje moguće članke, nije bilo razloga za investiranje u jeftinija rješenja ako bi to smanjilo učinkovitost. Umjesto toga, cijena članaka bila je određena uglavnom od strane industrije poluvodiča; prelazak na integrirane sklopove u 1960-ima doveo je do dostupnosti većih komada kristala po relativno nižim cijenama. Kako je njihova cijena padala, tako je padala i cijena članaka. Ipak, ti su efekti bili ograničeni pa su do 1971.g. troškovi članaka procijenjeni na $100 po vatu.

### Berman-ove redukcije cijena
U kasnim 1960.-ima, Elliot Berman istraživao je novu metodu za proizvodnju silicijske sirovine u vrpčanom procesu (eng. ribbon process). Naišao je na slab interes za projekt i nije mogao naći novčana sredstva za njegov razvoj. Kasnije je, igrom slučaja, predstavljen timu u Exxon-u koji je tražio projekte za narednih 30 godina. Grupa je zaključila da će električna energija biti mnogo skuplja do 2000.g., i pretpostavili su da će to povećanje cijene učiniti nove alternativne izvore energije, među kojima su najzanimljiviji solarni, atraktivnijima. Berman se 1969. priključio laboratoriju Exxon-a u Linden-u, New Jersey zvanom Solar Power Corporation (SPC).
Njegovo prvo veće nastojanje bilo je istražiti potencijalno tržište kako bi vidio koji su mogući načini uporabe novog proizvoda. Ubrzo su otkrili da postoji značajna potražnja, ako dolari po vatu padnu od tadašnjih $100/vat na otprilike $20/vat. Znajući da bi se njegov koncept vrpce razvijao godinama, tim je počeo tražiti načine za postizanje granice $20/vat uporabom postojećih materijala.
Prvi napredak bilo je uviđanje, da su postojeći članci zasnovani na standardnom postupku proizvodnje poluvodiča, iako to nije bilo optimalno. Postupak je počinjao s komadom kristala, koji se rezao na diskove zvane "wafer"-i (pločice), koji se zatim poliraju i potom, za uporabu u člancima, prevlače antirefleksijskim slojem. Berman je primijetio da grubo izrezani waferi već imaju savršeno odgovarajuću antirefleksijsku prednju površinu. Tiskanjem elektroda izravno na tu površinu, dva znatna koraka u proizvodnji članaka time su se otklonila. Tim je također istražio načine za poboljšanje ugradnje članaka u nizove, otklanjajući skupe materijale i ručno ožičenje upotrebljavane u svemirskim primjenama uz pomoć tiskane pločice na poleđini, akrilne plastike sprijeda te ljepila baziranom na siliciju između, koje zatvara članke. No najveće postignuće u postizanju niže cijene bilo je Berman-ovo shvaćanje da je postojeći silicij efektivno bio "predobar" za uporabu u solarnim člancima; sitne nesavršenosti koje bi upropastile cijeli komad kristala (ili pojedinačni wafer) za elektroniku, imale bi neznatan utjecaj u solarnoj primjeni.
Uvodeći sve ove promjene u praksu, tvrtka je otpočela kupovati "odbačen" silicij od postojećih proizvođača po vrlo niskim cijenama. Upotrebljavajući najveće dostupne wafer-e, prema tome umanjujući količinu ožičenja za danu površinu panela, i njihovim pakiranjem u panele uporabom vlastite nove metode, do 1973.g. SPC je proizvodio panele po $10 i prodavao ih po $20 – peterostruko sniženje cijene u dvije godine.

### Navigacijsko tržište
SPC je pristupio tvrtkama koje proizvode ploveće svjetionike kao svom prirodnom tržištu, no naišao je na zanimljivu situaciju. Vodeća kompanija u tom poslu bila je Automatic Power, proizvođač baterija. Shvativši da bi im solarni članci mogli oduzeti dio profita od baterija, Automatic je otkupio prava na stariji dizajn članaka i potisnuo ih. Vidjevši da tu nema interesa, SPC se okrenuo Tideland Signal-u, drugoj tvrtci baterijama osnovanoj od strane bivših menadžera Automatic-a. Tideland je uskoro predstavio svjetionik napajan solarnom energijom i time slomio Automatic-ovo poslovanje.
Izbor trenutka nije mogao biti pogodniji; strmoglavo povećanje broja naftnih platformi na moru i pogona za utovar stvorilo je golemo tržište među naftnim kompanijama. Kako je bogatstvo Tideland-a povećano, Automatic je počeo tražiti vlastitog dobavljača solarnih ploča. Našli su Bill Yerks-a iz Solar Power International (SPI) u Kaliforniji, koji je tražio tržište. SPI je uskoro kupljen od strane jednog od svojih najvećih klijenata, naftnog giganta en:ARCO-a, stvorivši ARCO Solar. Tvornica ARCO Solar u Camarillu bila je prva namijenjena isključivo proizvodnji solarnih panela, i u neprekidnom je pogonu od kupnje 1977.g. do današnjeg dana.
Ovo je tržište, zajedno s naftnom krizom 1973.g., dovelo do zanimljive situacije. Naftne kompanije su sada imale puno novca zbog velikih profita tijekom krize, no bile su također svjesne da im budući uspjeh ovisi o nekom drugom obliku energije. Tijekom idućih nekoliko godina, veće naftne kompanije pokrenule su niz solarnih tvrtki, te su tijekom više desetljeća bile najveći proizvođači solarnih panela. Exxon, ARCO, Shell, Amoco (kasnije kupljen od strane BP-a), Mobil, sve su imale značajne solarne odjele tijekom 1970.-ih i 80-ih. Tehnološke tvrtke su također imale određena ulaganja, uključujući General Electric, Motorolu, IBM, Tyco i RCA.

### Daljnja poboljšanja
Poboljšanja od vremena Bermanovog rada, snizila su troškove proizvodnje na ispod $1/vat, s veleprodajnom cijenom reda $2. Troškovi ostatka uređaja sada su postali veći od troškova samih članaka; u velikim komercijalnim poljima panela u pogonu su iznosili oko $5/vat u 2010. godini.
Kako je industrija poluvodiča išla na sve veće i veće komade kristala, starija oprema je postala dostupna po rasprodajnim cijenama. Članci su dostupnošću te opreme također rasle veličinom. ARCO Solar-ovi originalni paneli su primjenjivali članke od 2 do 4 inča u promjeru. Paneli u 1990-ima i ranim 2000.-ima su uglavnom koristili 5 inčne wafere, a od 2008. gotovo svi novi paneli primjenjuju 6 inčne članke. Još jedna velika promjena bio je prelazak na polikristalni silicij. Taj materijal ima manju učinkovitost, ali je jeftiniji za masovnu proizvodnju. Sveobuhvatno uvođenje televizora s ravnim ekranom u kasnim 1990.-ima i ranim 2000.-ima dovelo je do široke dostupnosti velikih ploča visokokvalitetnog stakla, korištenih na prednjoj strani ploča.
Druge tehnologije su također došle na tržište. First Solar je narastao u najvećeg proizvođača panela, u terminima godišnje proizvedene snage, primjenom članka od tankog filma između dva sloja stakla. To je bio prvi proizvod koji je srušio troškove proizvodnje ispod $1/vat. Otada je izobilje polikristalnog silicija gurnulo cijene konvencionalnih panela na istu razinu.

## Primjena
Solarni članci se često električki spajaju i zatvaraju u module. Fotonaponski moduli uglavnom imaju staklenu ploču sprijeda (prema suncu), propuštajući svjetlo i u isto vrijeme štiteći poluvodič od ogrebotina i utjecaja vjetrom nošenih čestica, kiše, tuče, itd. Solarni članci su također često serijski spojene u modulima, stvarajući zbirni napon. Ako se spoje paralelno, to rezultira većom strujom. Moduli se zatim međusobno spajaju, serijski ili paralelno, ili oboje, da stvore polje sa željenim vršnim vrijednostima istosmjernog napona i struje.
Kako bi se praktično iskoristila energija dobivena od sunca, elektricitet se najčešće predaje u električnu mrežu uporabom invertora, pa je to fotonaponski sustav spojen na mrežu. U samostalnim sustavima za pohranjivanje energije koja trenutno nije potrebna koriste se baterije. Solarni paneli mogu biti korišteni za pogon ili punjenje prenosivih uređaja.

## Teorija
Rad solarnog članka odvija se u tri koraka:
1. Fotoni iz sunčeve svjetlosti udaraju u solarni panel i poluvodički materijali poput silicija ih apsorbiraju.
2. Elektroni (negativno nabijeni) se izbijaju iz atoma i postaju slobodni, te mogu slobodno teći materijalom kako bi stvorili struju. Zbog posebne građe solarnih članaka, elektroni se mogu gibati samo u jednom smjeru.
3. Polje solarnih članaka pretvara energiju sunca u upotrebljivu količinu istosmjerne struje (DC).

## Učinkovitost
Učinkovitost solarnog članka može se rastaviti na učinkovitost refleksije, termodinamičku učinkovitost, učinkovitost odjeljivanja nosilaca naboja i učinkovitost provodljivosti. Ukupna učinkovitost je umnožak svih navedenih pojedinačnih učinkovitosti.
Zbog teškoća u izravnom mjerenju tih parametara, umjesto njih mjere se drugi: termodinamička učinkovitost, kvantna učinkovitost, razmjer VOC, i faktor punjenja. Gubici refleksije dio su "vanjske kvantne učinkovitosti". Gubici rekombinacije tvore dio kvantne učinkovitosti, razmjera VOC, i faktora punjenja. Gubici otpora su uglavnom svrstani pod faktor punjenja, no također čine manji dio kvantne učinkovitosti i VOC.
Uređaji od kristalnog silicija se približavaju teorijskoj granici učinkovitosti od 29%.

## Cijena
Cijena solarnog članka dana je po jedinici vršne električne snage. Troškovi proizvodnje nužno uključuju i cijenu energije potrebne za proizvodnju. U svijetu tarife za predaju suviška solarne energije u mrežu variraju, čak i unutar iste zemlje. Takve tarife mogu imati velikog učinka u ohrabrivanju razvoja projekata solarne energije.
Solarni članci visoke učinkovitosti su zanimljive u pogledu smanjenja troškova solarne energije. Mnogi troškovi solarne elektrane proporcionalni su površini elektrane; članci veće učinkovitosti mogu umanjiti površinu i cijenu elektrane, čak i ako su članci sami po sebi skuplji. Učinkovitosti samih članaka, da bi bile korisne u procjenjivanju ekonomičnosti solarne elektrane, moraju se procijeniti u realnim uvjetima. Osnovni parametri koji se moraju procijeniti su struja kratkog spoja i napon praznog hoda.
Grafikon s desne strane prikazuje najviše laboratorijske učinkovitosti dobivene za razne materijale i tehnologije. Obično se mjeri na vrlo malim člancima, oko 1 cm2. Komercijalne učinkovitosti su značajno niže.
Jeftini fotonaponski članak je članak od tankog filma namijenjena proizvodnji električne energije po cijeni usporedivoj s onom tradicionalnih izvora energije (fosilna goriva i nuklearna energija). To uključuje fotonaponske članke druge i treće generacije, koje su jeftinije od prve generacije (članci od kristalnog silicija, također zvani masovni članci.
Paritet mreže, točka u kojoj je fotonaponska energija jednaka ili jeftinija cijenom od energije mreže, može se dosegnuti uporabom jeftinih solarnih članaka. Najprije je ostvaren u područjima s obiljem sunca i skupom električnom energijom, poput Kalifornije i Japana. Paritet mreže je dosegnut i na Havajima i drugim otocima koji inače koriste dizel za proizvodnju energije. George W. Bush je postavio 2015. kao godinu pariteta mreže u SAD. U govoru na konferenciji 2007., glavni inženjer en:General Electrica predvidio je paritet mreže bez subvencija u sunčanim dijelovima SAD-a oko 2015. godine.
Cijena solarnih panela kontinuirano je padala 40 godina, do 2004. kada su visoke subvencije u Njemačkoj tamo drastično povećale potražnju, i značajno povećale cijenu pročišćenog silicija (koji se koristi i u kompjutorskim čipovima). Jedna istraživačka tvrtka predviđa da će novi proizvodni kapaciteti koji su počeli raditi 2008.g. sniziti cijene za 70% do 2015.g. Drugi analitičari upozoravaju da bi kapaciteti mogli biti usporeni zbog ekonomskih razloga, ali da će potražnja pasti radi manjih subvencija. Ostala potencijalna uska grla su kapacitet industrije izrade poluga silicija i njihovog rezanja na pločice, te opskrba specijalnim kemikalijama koji se upotrebljavaju za oblaganje članaka.

## Materijali
Poluvodiči s energetskim procjepom između 1 i 1.5 eV imaju najveći potencijal za izgradnju učinkovitog članka. Ovdje prikazana granica može se nadići višespojnim solarnim člancima.
Različiti materijali imaju različite učinkovitosti i cijenu. 
Materijali za efikasne solarne članke moraju imati karakteristike koje se slažu sa spektrom dostupnog svjetla. Neki su članci napravljeni tako da efikasno pretvaraju valne duljine sunčeva svjetla koje dopire do Zemljine površine. No neki članci su optimirane i za apsorpciju svjetla izvan atmosfere. Materijali koji apsorbiraju svjetlost često se mogu upotrebljavati u "višestrukim fizičkim konfiguracijama", kako bi iskoristili različite mehanizme apsorpcije svjetla i razdvajanja naboja.
Materijali koji se trenutačno upotrebljavaju za fotonaponske solarne članke uključuju monokristalni silicij, polikristalni silicij, amorfni silicij, kadmij telurid i bakar-indij-selen.
Mnogi trenutačno dostupni solarni članci izrađeni su od komada materijala rezanog u pločice debele između 180 do 240 mikrometara koje se tada obrađuju poput ostalih poluvodiča.
Drugi materijali su napravljeni kao slojevi tankog filma, organski pigmenti ili organski polimeri koji se deponiraju na potporne supstrate. Treća grupa je napravljena od nanokristala i korištena kao kvantne točke. Silicij je i dalje jedini materijal koji je dobro istražen i u obliku "komada" i u obliku "tankog filma".

#### Kristalni silicij
Daleko najrasprostranjeniji masivni materijal za solarne članke je kristalni silicij (kao skupina skraćeno pisano c-Si), također poznat i kao "silicij solarnog razreda". Masivni silicij se dijeli u više kategorija prema kristalnosti i veličini kristala nastale poluge, trake, ili pločice.
1. Monokristalni silicij (c-Si): često dobiven procesom Czochralskog. Pločasti članci od jednog kristala obično su skupi, i jer se režu iz cilindričnih poluga ne pokrivaju potpuno pravokutni solarni modul bez znatnih gubitaka rafiniranog silicija. Zato mnogi c-Si paneli imaju nepokrivene praznine u kutovima članka.
2. Poli- ili multikristalni silicij (poly-Si ili mc-Si): napravljen od lijevanih pravokutnih poluga — veliki blokovi rastaljenog silicija pažljivo ohlađeni i očvrsnuti. Poly-Si članci jeftiniji su za proizvesti nego članci od jednog kristala silicija, ali su manje učinkoviti. Podaci s US DOE pokazuju da je prodaja multikristalnog silicija već nadmašila prodaju monokristalnog.
3. Trakasti silicij[18] je tip multikristalnog silicija: formira se izvlačenjem ravnih tankih filmova iz rastaljenog silicija, a rezultira multikristalnom strukturom. Ti članci imaju nižu efikasnost od poly-Si, ali štede na troškovima izrade zbog velikog smanjenja silicijskog otpada, jer taj pristup ne zahtijeva rezanje iz poluga.

Analitičari predviđaju da će cijene polikristalnog silicija pasti jer kompanije grade dodatne kapacitete za izradu polisilicija brže od projicirane industrijske potražnje. S druge strane, trošak proizvodnje unaprijeđenog silicija metalurškog razreda, poznatog i kao UMG Si, može potencijalno biti šestina troška izrade polisilicija.
Proizvođači pločastih (wafer) članaka odgovaraju nižim cijenama tankih filmova s ubrzanim smanjenjem potrošnje silicija kod izrade. Prema Jef Poortmansu, direktoru IMEC-ovog solarnog odjela,trenutačno članci upotrebljavaju između osam i devet grama silicija po vatu proizvedene snage, s debljinama pločica oko 0.200 mm. 2008.g. na proljetnoj konferenciji stručnjaka za fotonaponske primjene (eng. IEEE Photovoltaic Specialists' Conference / PVS'08), John Wohlgemuth, znanstvenik u en:BP Solar-u, obznanio je da njegova kompanija ima odobrene module bazirane na pločicama debljine 0.180 mm, i da testiraju procese za 0.160 mm rezane žicom debljine 0.1 mm. IMEC-ov plan razvoja, predstavljen na nedavnom godišnjem susretu organizacije, predviđa upotrebu pločica debljine 0.08 mm do 2015. godine.

### Tanki filmovi
Tehnologije tankog filma smanjuju količinu materijala potrebnog za izradu solarnog članka. Premda to umanjuje troškove materijala, također može umanjiti učinkovitost pretvorbe energije. Silicijski članci tankog filma postale su popularne zbog cijene, fleksibilnosti, manje težine i lakoće integracije, u usporedbi s pločastim silicijskim člancima.

#### Kadmij telurid solarni članci
Kadmij telurid solarni članci primjenjuju tanki film kadmij telurida / CdTe) kao poluvodički sloj za apsorpciju i pretvorbu sunčeva svjetla u elektricitet. Solarbuzz je objavio da najniža cijena modula od tankog filma iznosi US$1.76 po vršnom vatu, a najniža cijena modula od kristalnog silicija (c-Si)  $2.48 po vršnom vatu.
Kadmij prisutan u člancima je otrovan ako se ispusti. No ispuštanje je nemoguće tijekom normalnog pogona članka, i malo vjerojatno u slučaju požara na stambenom krovu. Kvadratni metar CdTe sadrži otprilike istu količinu kadmija kao jedna nikal-kadmij baterija (en:nickel-cadmium battery) tipa C, u stabilnijem i slabije topivom obliku.

#### Bakar-indij selen
Bakar indij galij selen - CIGS) je materijal direktnog energetskog procjepa (en:direct bandgap). Ima najveću učinkovitost među materijalima tankog filma (~20%, pogledati. Tradicionalne metode proizvodnje obuhvaćaju procese u vakuumu uključujući umjetno isparavanje i raspršivanje. Nedavna istraživanja u IBM-u i Nanosolar-u su za cilj imala smanjenje cijene koristeći procesiranje otopine bez vakuuma.

#### Višespojni galij arsenid
Visokoučinkoviti višespojni članci su izvorno bili razvijeni za posebne namjene poput satelita i istraživanja svemira, no danas bi njihova upotreba u zemljanim koncentratorima mogla biti alternativa s najnižom cijenom u pojmovima $/kWh i $/W. Ti se višespojni članci sastoje od višestrukih tankih filmova izrađenih korištenjem. Trostruko spojni članak se, na primjer, može sastojati od poluvodiča: galij(III) arsenida, germanija (Ge) i indija (eng. GaInP2). Svaki tip poluvodiča ima karakterističnu energiju procjepa koja, laički govoreći, uzrokuje da poluvodič najučinkovitije apsorbira svjetlost određene boje, ili preciznije, da apsorbira elektromagnetsko zračenje iz dijela spektra. Poluvodiči se pažljivo odabiru tako da upijaju gotovo cijeli sunčev spektar, prema tome generirajući elektricitet iz što je moguće više sunčeve energije.
Višespojni članci koji se temelje na GaAs su dosad najučinkovitiji članci. U listopadu 2010., trostruko spojni metamorfni članak je dosegnuo rekord od 42.3%.
Ova tehnologija se trenutno primjenjuje u misijama Mars Exploration Rover, koje su u pogonu daleko dulje od njihovog projektiranog vijeka trajanja od 90 dana.
Tandemski solarni članci koji se temelje na monolitnim, serijski spojenim pn-spojevima galij indij fosfata (GaInP), galij arsenida GaAs i germanija Ge, doživljavaju strmi rast potražnje. U samo 12 mjeseci (12/2006. – 12/2007.), cijena metala 4N galija je porasla s oko $350/kg na $680/kg. Također, cijene metala germanija su znatno porasle, do $1000–$1200/kg protekle godine (2010).
Trostruko-spojni GaAs solarni članci se također upotrebljavaju kao izvor energije četverostrukog nizozemskog pobjednika u World Solar Challenge,  Nuna u 2003., 2005. i 2007., te također u nizozemskim solarnim automobilima Solutra (2005), Twente One (2007) i 21Revolution (2009).
Nizozemsko sveučilište Radboud Sveučilište Nijmegen postavilo je rekord u učinkovitosti solarnih članaka od tankog filma na 25.8% u kolovozu 2008. primjenjujući jednospojni GaAs debljine sloja samo 4 µm, koji se može prenijeti s baze pločice (wafer) na stakleni ili plastični film.

#### Fotoosjetljivi pigmenti (DSSC)
Članci s fotoosjetljivim pigmentima - DSSC napravljene su od jeftinih materijala i ne trebaju složenu opremu za proizvodnju, pa se mogu izraditi i u "uradi sam" tehnici, vjerojatno omogućavajući sudionicima da ove vrste solarnih članaka proizvedu više nego neke druge. U velikim količinama bi trebale biti znatno jeftinije od starijih dizajna članaka u tehnici čvrstog stanja. DSSC-ovi se mogu izraditi kao savitljivi listovi, i premda im je učinkovitost pretvorbe manja od najboljih članaka iz tankog filma, omjer performanse/cijena bi trebao biti dovoljno visok da im omogući natjecanje s proizvodnjom električne energije iz fosilnih goriva. DSSC je razvio prof. Michael Grätzel 1991.g. na Švicarskom federalnom institutu tehnologije – EPFL (École Polytechnique Fédérale de Lausanne).
Tipično se koristi metalorganski pigment rutenija kao monosloj materijala osjetljivog na svjetlost. Ćelije s fotoosjetljivim pigmentima ovise o poroznom sloju nanočestičnog titan dioksida koji znatno povećava površinu materijala (200–300 m2/g TiO2, u usporedbi s 10 m2/g ravnog pojedinačnog kristala). Fotogenerirani elektroni iz "fotoosjetljivog pigmenta" se predaju TiO2 n-tipa, a šupljine apsorbira elektrolit na drugoj strani pigmenta. Električni krug se zatvara redoks vezom u elektrolitu, koji može biti tekućina ili krutina. Ovaj tip članka omogućuje fleksibilniju uporabu materijala i tipično se proizvodi printanjem na film i/ili uporabom ultrazvučnih štrcaljki (en:Ultrasonic Nozzle), s potencijalom niže cijene proizvodnje nego one kod masivnih solarnih članaka. Međutim, pigmenti u ovim člancima također trpe degradaciju pod utjecajem topline i UV svjetla, a kućište članaka je teško zabrtviti zbog otopina koje se primjenjuju u uređaju. Unatoč navedenom, ovo je popularna tehnologija u nastajanju, s predviđanjima komercijalnog utjecaja unutar ove dekade. Prva komercijalna pošiljka DSSC solarnih modula desila se u srpnju 2009.g. od strane G24i Innovations.

#### Organski/polimerni solarni članci
Organske solarni članci su relativno nova tehnologija, pa ipak obećavaju znatno smanjenje cijene (u usporedbi sa silicijem u tankom filmu) i brži povratak investicije. Ovi članci mogu se obraditi iz otopine, pa otuda mogućnost jednostavnog kotrljajućeg procesa ispisa koji vodi do jeftine proizvodnje na veliko.
Organski solarni članci i polimerni solarni članci izrađuju se od tankih filmova (tipično 100 nm) organskih poluvodiča (organski poluvodiči) uključujući polimere, poput polifenilen vinilena i spojeva malih molekula poput bakar ftalocijanina (plavi ili zeleni organski pigment) i ugljikovih fulerena i derivata fulerena poput PCBM. Učinkovitosti pretvorbe energije uporabom vodljivih polimera dostignute do danas su niske u usporedbi s anorganskim materijalima. Ipak, znatno se poboljšala u zadnjih nekoliko godina, pa najviša potvrđena učinkovitost dosiže 6.77%. Ti bi članci također mogli biti korisni u primjenama gdje su bitni mehanička fleksibilnost i mogućnost neškodljivog uklanjanja.
Ovi uređaji razlikuju se od članaka načinjenih od anorganskih poluvodiča po tome što se ne oslanjaju na veliko ugrađeno električno polje PN spoja za razdvajanje elektrona i šupljina stvorenih pri upijanju fotona. Aktivno područje organskog članka sastoji se od dvaju materijala, jednog koji djeluje kao donor elektrona, i drugi kao primatelj (akceptor). Kada se foton pretvori u par elektron-šupljina, tipično u donorskom materijalu, naboji teže ostati vezani u obliku ekscitona i razdvajaju se kada eksciton difundira na spoj donor-primatelj. Kratke difuzijske duljine ekscitona većine polimernih sistema ograničavaju učinkovitost takvih uređaja. Nanostrukturirani spojevi, ponekad u obliku velikih heterospojnica, mogu popraviti učinkovitost.

#### Tanki film silicija
Članci od tankog filma silicija uglavnom su izrađeni kemijskim parnim taloženjem (obično pojačano plazmom - PE-CVD) plina silana i vodika. Ovisno o parametrima taloženja, time se može dobiti:
1. Amorfni silicij (a-Si ili a-Si:H)
2. Protokristalni silicij, ili
3. Nanokristalni silicij (nc-Si ili nc-Si:H), također zvan mikrokristalni silicij.

Pronađeno je da je protokristalni silicij s malim volumnim udjelom nanokristalnog silicija optimalan za veliki napon otvorenog kruga. Ovi tipovi silicija formiraju klimave i uvijene veze, koje rezultiraju dubokim defektima (energijskim nivoima u energetskom procjepu), kao i deformacijama valentnog i vodljivog pojasa (rep pojasa). Solarni članci napravljeni od ovih materijala uglavnom imaju nižu učinkovitost pretvorbe energije od običnog silicija, ali su i jeftinije za izradu. Kvantna učinkovitost solarnih članaka od tankog filma je također niža zbog manjeg broja prikupljenih nosilaca naboja po upadnom fotonu.
Solarni članak od amorfnog silicija (a-Si) je izrađena od amorfnog ili mikrokristalnog silicija i njena osnovna elektronička struktura je p-i-n spojnica. Pošto amorfna struktura ima viši postotak apsorpcije svjetlosti od kristalnih članaka, cjelokupni svjetlosni spektar može se apsorbirati vrlo tankim slojem fotoelektrično aktivnog materijala. Film debljine samo 1 mikron može apsorbirati 90% uporabljive solarne energije. Proizvodnja a-Si solarnih članaka tankog filma upotrebljava staklo kao supstrat i taloži vrlo tanki sloj silicija PE-CVD postupkom. Proizvođači a-Si rade na pojeftinjenju dobivene energije i višim učinkovitostima pretvorbe kontinuiranim istraživanjima i razvojem višespojnih solarnih članaka (en:multijunction solar cell) za solarne panele. en:Anwell Technologies Limited nedavno je objavio svoj cilj za multi-supstratno-multi-komorni PE-CVD; da snizi cijenu na $0.5 po vatu.
Amorfni silicij ima viši energetski procijep (1.7 eV) od kristalnog silicija (c-Si, 1.1 eV), što znači da apsorbira vidljiv dio spektra sunčeve svjetlosti jače od infracrvenog dijela. Pošto "nc-Si" ima otprilike isti energetski procjep kao c-Si, nc-Si i a-Si se mogu pogodno kombinirati u tanke slojeve, stvarajući slojeviti članak zvani "tandemski članak". Gornji članak od a-Si apsorbira vidljiv dio svjetlosti i ostavlja infracrveni dio spektra donjem članku od nc-Si.
Nedavno su razvijena rješenja za svladavanje ograničenja kristalnog silicija u tankom filmu. Sheme hvatanja svjetlosti gdje se slabo apsorbirajuća svjetlost velike valne duljine posredno spreže sa silicijem i prelazi preko filma nekoliko puta, može znatno uvećati apsorpciju sunčeve svjetlosti u tankim filmovima silicija. 
Tehnike termalnog procesiranja mogu znatno unaprijediti kvalitetu kristala silicija i prema tome voditi do veće učinkovitosti dobivenih solarnih članaka.

## Proizvodnja
Budući da su solarni članci poluvodički uređaji, dijele mnoge tehnike procesuiranja i proizvodnje s ostalim poluvodičkim uređajima poput računala i memorijskih čipova. Međutim, zahtjevi za čistoćom i kontrolom kvalitete izrade poluvodiča nisu toliko strogi za solarne članke. Većina velikih komercijalnih tvornica solarnih članaka danas izrađuje solarne članke od polikristalnog silicija tiskanog na zaslonu. Iz pojedinačnih kristalnih pločica koje se upotrebljavaju u poluvodičkoj industriji mogu se izraditi izvrsni visokoučinkoviti solarni članci, ali općenito se smatraju preskupima za masovnu proizvodnju.
Pločice od polikristalnog silicija izrađuju se piljenjem lijevanih poluga silicija žicom u vrlo tanke (180 do 350 mikrometara) kriške ili pločice. Pločice su obično slabo dopirani poluvodič p-tipa. Za dobivanje solarnog članka iz pločice, izvodi se površinska difuzija dopanada n-tipa s prednje strane pločice. To stvara p-n spoj nekoliko stotina nanometara ispod površine.
Iduće se obično nanosi antirefleksijska prevlaka, za povećanje količine svjetlosti iskorištene u članku. Silicijev nitrid je postupno zamijenio titanov dioksid kao antirefleksijsku prevlaku zbog svojih izvrsnih mogućnosti pasivizacije površine. Sprječava rekombinaciju nosilaca naboja na površini solarnog članka. Obično se primjenjuje u sloju debelom nekoliko stotina nanometara uporabom PE-CVD postupka. Neki solarni članci imaju teksturirane prednje površine koje, poput antirefleksijskih obloga, služe uvećanju količine svjetlosti iskorištene u članku. Takve se površine obično mogu formirati samo na pojedinačnim kristalima silicija, iako su se zadnjih godina razvile metode njihova formiranja na multikristalnom siliciju.
Pločici se tada dodaje metalni kontakt po cijeloj stražnjoj površini, i mrežasti metalni kontakt napravljen od tankih "prstiju" i većih "sabirnica" koje se tiskaju na zaslon prednje površine uporabom srebrne paste. Stražnji kontakt se također formira tiskanjem metalne paste na zaslon, obično aluminijske. Taj kontakt najčešće pokriva cijelu stražnju stranu članka, iako se u nekim dizajnima članka tiska u mrežasti uzorak. Pasta se zatim grije na nekoliko stotina stupnjeva celzijusa da formira metalne elektrode u omskom kontaktu sa silicijem. Neki proizvođači poduzimaju dodatni korak elektro-anodiranja da uvećaju učinkovitost članka. Nakon što se izrade metalni kontakti, solarni članci se međusobno spajaju u seriju (i/ili paralelu) plosnatim žicama ili metalnim trakama i sastavljaju u modul ili "solarnu ploču/solarni panel". Solarne ploče imaju s prednje strane ploču tvrdog stakla, a sa stražnje strane čahuru od polimera.

## Životni vijek
Većina komercijalno dostupnih solarnih članaka sposobna je proizvoditi elektricitet barem dvadeset godina bez znatog pada učinkovitosti. Tipično jamstvo proizvođača panela je na period od 25 - 30 godina, u kojemu izlaz članka neće opasti ispod određenog postotka (oko 80%) nazivnog kapaciteta.,

## Predmeti istraživanja
Trenutno je mnogo istraživačkih grupa aktivno na polju fotoelektriciteta u sveučilištima i istraživačkim ustanovama po cijelom svijetu. Ta istraživanja se mogu podijeliti u tri područja:
1. jeftinija izrada solarnih članaka u dostupnim tehnologijama i/ili povećanje njihove učinkovitosti da se mogu uspješno natjecati s ostalim izvorima energije
2. razvoj novih tehnologija baziranih na novim arhitektonskim dizajnima solarnih članaka
3. razvoj novih materijala kao apsorbera svjetlosti i nosilaca naboja.

## Proizvođači i certificiranje
Postoje tri pouzdana certifikata solarne opreme: UL i IEEE (oba standardi SAD-a) te IEC.
Solarni članci proizvode se ponajviše u Japanu, Njemačkoj, Kini, Tajvanu i Sjedinjenim Američkim Državama, iako mnoge druge nacije imaju ili postižu značajne kapacitete proizvodnje solarnih članaka. Iako se tehnologije stalno razvijaju prema većim učinkovitostima, najučinkovitiji članci za jeftinu proizvodnju električne energije nisu nužno oni s najvišom učinkovitosti, nego oni s ravnotežom između jeftine proizvodnje i dostatno visoke učinkovitosti da minimizira troškove vezane uz površinu na kojoj se nalaze. Kompanije s masovnom proizvodnom tehnologijom za prevlačenje jeftinih supstrata mogu, naime, u konačnici biti najjeftiniji proizvođači elektriciteta za mrežu, premda su učinkovitosti članaka niže od onih u tehnologiji jednog kristala silicija.

### Kina
Plan kineske vlade bez presedana da ponudi subvencije za projekte solarne energije na komunalnoj razini, vjerojatno će potaknuti novi krug investicija od strane kineskih proizvođača solarnih panela. Kineske kompanije već su igrale značajniju ulogu u proizvodnji solarnih panela proteklih godina. Kina je 2007.g. proizvela solarne članke/module s izlaznom snagom 1180 MW, postavši najvećim proizvođačem na svijetu, prema statistikama Kineskog udruženja za fotoelektricitet. Neke kineske kompanije poput Suntech Power, Yingli, LDK Solar Co, JA Solar i ReneSola objavile su projekte u suradnji s regionalnim vladama od po nekoliko stotina megavata svaki, nakon što je objavljen poticajni program vlade "Zlatno sunce". Razvoj proizvođača solarnih panela tehnologije tankog filma poput Veeco i Anwell Technologies Limited dodatno će pomoći pojačati domaću solarnu industriju.

### Sjedinjene Američke Države
Novi proizvodni kapaciteti za solarne članke i module u Massachusettsu, Michiganu, New Yorku, Ohio-u, Oregonu i Texasu obećavaju dovoljno kapaciteta za proizvodnju tisuća megavata solarnih uređaja po godini unutar idućih nekoliko godina od 2008.
U rujnu 2008., Sanyo Electric Company je objavio svoju odluku za gradnjom tvornice solarnih poluga i pločica u Salemu, Oregon. Tvornica je počela s radom u listopadu 2009. i ima kapacitet 70 megavata solarnih pločica po godini.
U listopadu 2008., Forst Solar je započeo širenje svog postrojenja u Perrysburgu, Ohio, koje ima dovoljno kapaciteta za proizvodnju dodatnih 57 megavata solarnih modula po godini, došavši tako do 192 megavata ukupnog kapaciteta po godini.
Sredinom listopada 2008., SolarWorld je otvorio tvornicu u Hillsboro-u, Oregon, za koju se očekuje da će proizvoditi 500 MW solarnih članaka po godini kada dosegne punu proizvodnju ove godine.
U ožujku 2010., SpectraWatt je započeo proizvodnju u svojoj tvornici u Hopewell Junction, NY, za koju se očekivalo da će proizvoditi 120 MW solarnih članaka godišnje kada dosegne puni kapacitet. Međutim, pred kraj 2010.g. objavljeno je zatvaranje ove tvornice.

### Hrvatska
U Hrvatskoj postoje dva proizvođača solarnih panela. Tvrtka Solaris d.o.o. iz Novigrada te tvrtka Solvis iz Varaždina, koje proizvode panele od mono- i polikristalnog silicija od uvoznih članaka. Tvrtka Solarne ćelije Split jedina je proizvodila i razvijala solarne članke od amorfnog silicija, međutim saznaje se kako je u međuvremenu upala u probleme te je pred njom vrlo neizvjesna budućnost.
Na Institutu Ruđer Bošković postoji projekt s ciljem ispitivanja i razvoja nanomaterijala za uporabu u solarnim člancima, kojeg vode dr. sc. Davor Gracin, Zavod za fiziku materijala, i prof. dr. Davor Balzar, Sveučilište u Denveru. Kako se doznaje, projekt je dobio financijsku potporu UKF natječaja.

## Vanjske poveznice
- Howstuffworks.com: How Solar Cells Work
- Photovoltaics CDROM online  Arhivirana inačica izvorne stranice od 15. travnja 2014. (Wayback Machine)
- Solar cell manufacturing techniques
- Renewable Energy: Solar na Curlie
- Solar Energy Laboratory at en:University of Southampton
- NASA's Photovoltaic Info  Arhivirana inačica izvorne stranice od 27. rujna 2009. (Wayback Machine)
- Nanotechnology Based Improvements for Solar Cells
- Chinese Firms Developing Solar Power Plants for Less Than 1 Yuan per kWh? ($0.15 per kWh)  Arhivirana inačica izvorne stranice od 28. rujna 2011. (Wayback Machine)
- Solar Cell Efficiency Tables (version 36) 2010
- Building solar cells from ribbons